# عاشق عمر
عاشق عمر (به عربی: عاشق عمر) یک روستا در سوریه است که در ناحیه عین حلاقیم واقع شده‌است. عاشق عمر ۴۷۳ نفر جمعیت دارد.